# Krispl
Krispl egy ausztriai község a Salzburg tartományhoz tartozó Halleini járásban. A két részből – Krispl és Gaißau – álló falu lakossága 852 fő.

## Fekvése
A Tennengau tájegység részét képző község az Osternhorngruppe hegységben fekszik, Salzburgtól 25 kilométerre.

## Története
A környéket elsőként benépesítő bajorok főként vadászattal és állattartással foglalkoztak. A település első írásos említése 1241-ben történt "Gaizzouwe" (= Gaißau) néven. A "Chrispel" elnevezés egy 1393-ban kelt oklevélben tűnik fel. 1859 óta önálló egyházközség.

## Látnivalói
- katolikus temploma a 15. században épült, de mai formáját 1759-ben nyerte el.
- A faluhoz tartozik a Gaissau-Hintersee síterep.